# Schizopelte
Schizopelte is een geslacht van schimmels in de familie Roccellaceae. De typesoort is Schizopelte californica. Later is deze soort heringedeeld naar het geslacht Combea als Combea californica.

## Soorten
Volgens Index Fungorum bevat het geslacht twee soorten (peildatum december 2021):
| Soortnaam                | Auteur(s)                  | Publicatiejaar |
| ------------------------ | -------------------------- | -------------- |
| Schizopelte lumbricoides | (W.A. Weber) Ertz & Tehler | 2011           |
| Schizopelte parishii     | (Hasse) Ertz & Tehler      | 2011           |